# سبراي مثبت الشعر
مثبت الشعر

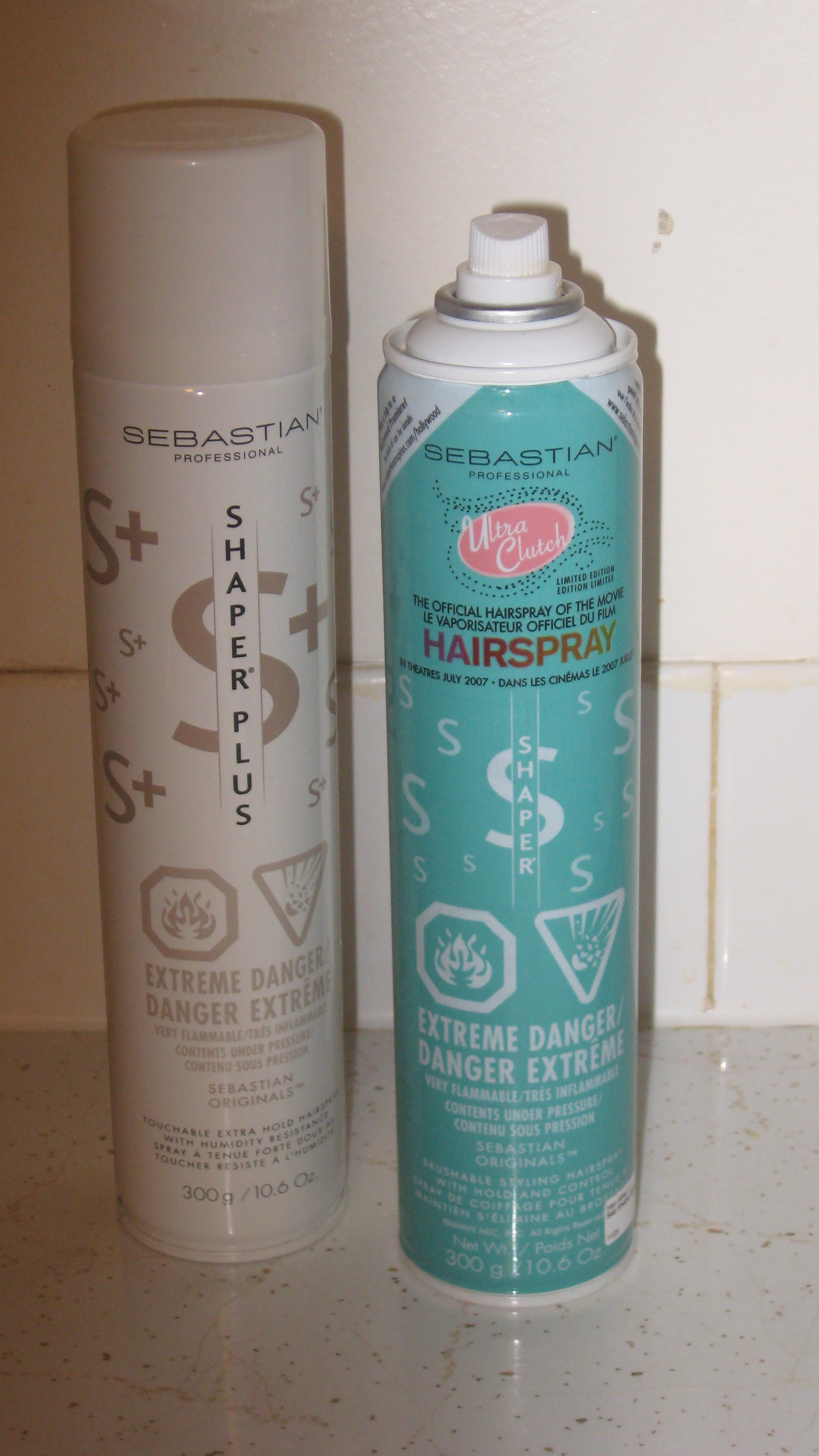
مثبت الشعر سبراي

مصفف الشعر (أيضًا مثبت الشعر أو سبراي) هو منتج تصفيف شعر تجميلي شائع يتم رشه على الشعر لحمايته من الرطوبة والرياح. تتكون بخاخات الشعر عادة من عدة مكونات للشعر بالإضافة إلى مادة قاذفة.
المكونات
تتكون بخاخات الشعر من المكونات التالية: المركز، والملدنات، وعوامل اللمعان، والعطور، بالإضافة إلى المواد القاذفة.
التاريخ
تم تطوير بخاخات الشعر قديمًا في أوروبا في عشرينيات القرن الماضي. في الولايات المتحدة، تم تطوير بخاخات الشعر خلال فترة إنشاء عبوات الرش الجوي في الأربعينيات من القرن الماضي، وتم نشر براءات الاختراع الأولى التي تصف البوليمرات المشتركة لتصفيف الشعر في الأربعينيات.
```
في الولايات المتحدة، كان أول من قام بتعليبها هو منتجات 
Chase
 (شركة تصنيع عبوات الرش الجوي) في عام 
1948
، حيث رأت مصانع أدوات التجميل أن عبوات الأيروسول المستخدمة في الحرب العالمية الثانية 
للمبيدات الحشرية
 يمكن استخدامها لرش لمثبتات الشعر. لقد ازدهرت وأصبحت ذات شعبية متزايدة وتم إنتاجها بكميات كبيرة، حيث تم إنشاء نسخ مطورة وتسريحات شعر جديدة. بحلول عام 1964، أصبح مثبت الشعر منتج التجميل الأكثر مبيعًا في السوق.
```

```
في عام 1968 في احتجاج 
ملكة جمال أمريكا
 النسوي، ألقى المتظاهرون بعدد من المنتجات النسائية في «سلة مهملات الحرية». ومن بين هذه العناصر مثبتات الشعر، والتي كانت من بين العناصر التي أطلق عليها المتظاهرون «أدوات تعذيب النساء» وإضافات لما اعتبروه «أنثوية مفروضة».
```

```
انخفضت مبيعات مثبتات الشعر في السبعينيات حيث أصبحت معظم تسريحات الشعر بغنى عنها. بحلول الثمانينيات من القرن الماضي، عادت شعبية مثبتات الشعر مع عودة ظهور تسريحات الشعر المرتفعة مع مشهد موسيقى 
جلام ميتال
.
```

قبل عام 1979، كانت مركبات الكلوروفلوروكربون أكثر أنواع الغازات شيوعًا في مثبتات الشعر وتم استبدالها لاحقًا بسبب المخاوف البيئية.